# 26973 Lála
(26973) Lála, denumire internațională (26973) Lala, este un asteroid din centura principală de asteroizi.

## Descriere
26973 Lála este un asteroid din centura principală de asteroizi. A fost descoperit pe 29 septembrie 1997 la Observatorul din Ondřejov de Marek Wolf și Petr Pravec. Asteroidul prezintă o orbită caracterizată de o semiaxă mare de 2,70 ua, o excentricitate de 0,09 și o înclinație de 4,6° în raport cu ecliptica.